# کارلوس دنیل تاپیا
کارلوس دانیل تاپیا (زاده ۲۰ اوت ۱۹۶۲ در سان میگوئل) بازیکن بازنشسته آرژانتینی بود که زمانی در پست هافبک بازی می‌کرد.

## آمار حرفه‌ای

### باشگاه‌ها
| فصل(ها)   | باشگاه                        | سطح                      |
| --------- | ----------------------------- | ------------------------ |
| ۱۹۸۰–۱۹۸۴ | باشگاه فوتبال ریور پلاته      | لیگ برتر فوتبال آرژانتین |
| ۱۹۸۵–۱۹۸۷ | باشگاه فوتبال بوکا جونیورز    | لیگ برتر فوتبال آرژانتین |
| ۱۹۸۷–۱۹۸۸ | باشگاه فوتبال استاد برستوا ۲۹ | لوشامپیونه               |
| ۱۹۸۸–۱۹۸۹ | باشگاه فوتبال بوکا جونیورز    | لیگ برتر فوتبال آرژانتین |
| 1989      | ماندییو                       | لیگ برتر فوتبال آرژانتین |
| ۱۹۹۰–۱۹۹۱ | باشگاه فوتبال بوکا جونیورز    | لیگ برتر فوتبال آرژانتین |
| ۱۹۹۱–۱۹۹۲ | باشگاه فوتبال لوگانو          | لیگ سوییس                |
| ۱۹۹۲      | یونیورسیداد شیلی              | جام حذفی فوتبال شیلی     |
| ۱۹۹۲–۱۹۹۴ | باشگاه فوتبال بوکا جونیورز    | لیگ برتر فوتبال آرژانتین |

## افتخارات

### باشگاهی
ریور پلاته
- متروپولیتانو: ۱۹۸۰

بوکاجونیور
- Apertura: 1992
- جام طلایی: ۱۹۹۳

### ملی
آرژانتین
- جام جهانی فوتبال: ۱۹۸۶